# Ĩ̱
Cette page contient des caractères spéciaux ou non latins. S’ils s’affichent mal (▯, ?, etc.), consultez la page d’aide Unicode.
Ĩ̱ (minuscule : ĩ̱), appelé I tilde macron souscrit, est un graphème utilisé dans l’écriture du nambikwara du sud, du ticuna et du xavánte. Il s’agit de la lettre I diacritée d’un tilde et d’un macron souscrit.

## Utilisation
En nambikwara du sud, le I tilde macron souscrit ‹ ĩ̱ › est utilisé pour représenter voyelle fermée antérieure non arrondie nasalisée laryngalisée [ḭ̃].
En ticuna, le I tilde macron souscrit ‹ ĩ̱ › est utilisé pour représenter voyelle fermée antérieure non arrondie nasalisée laryngalisée [ḭ̃].

## Représentations informatiques
Le I tilde macron souscrit peut être représenté avec les caractères Unicode suivants :
- composé et normalisé NFC (latin étendu - A, diacritiques) :

| formes    | représentations | chaînes de caractères | points de code | descriptions                                                |
| --------- | --------------- | --------------------- | -------------- | ----------------------------------------------------------- |
| capitale  | Ĩ̱               | Ĩ◌̱                    | U+0128 U+0331  | lettre majuscule latine i tilde diacritique macron souscrit |
| minuscule | ĩ̱               | ĩ◌̱                    | U+0129 U+0331  | lettre minuscule latine i tilde diacritique macron souscrit |

- décomposé (latin de base, diacritiques) :

| formes    | représentations | chaînes de caractères | points de code       | descriptions                                                            |
| --------- | --------------- | --------------------- | -------------------- | ----------------------------------------------------------------------- |
| capitale  | Ĩ̱               | I◌̱◌̃                   | U+0049 U+0323 U+0303 | lettre majuscule latine i diacritique macron souscrit diacritique tilde |
| minuscule | ĩ̱               | i◌̱◌̃                   | U+0069 U+0323 U+0303 | lettre minuscule latine i diacritique macron souscrit diacritique tilde |

## Sources
- (es + tca) Doris Anderson et Lambert Anderson, Diccionario ticuna — castellano, coll. « Serie Lingüística Peruana » (no 57), 2017 (lire en ligne)
- (pt) Joan Hall, Ruth McLeod et Valerie Mitchell, Pequeno dicionário: xavante-português, português-xavante, Cuiabá, MT, Sociedade Internacional de Linguística, 2004, 2e éd. (1re éd. 1987) (lire en ligne)
- (pt + nab) Menno H. Kroeker, Txa²wã¹wãn³txa² kwa³jan³txa²wãn³txa² hau³hau³kon³nha²jau³su² (Dicionário escolar bilíngue: Nambikuara - Português, Português - Nambikuara), Porto Velho, RO, Sociedade Internacional de Linguistica, 1996, 195 p. (lire en ligne)